# Latte vegetale

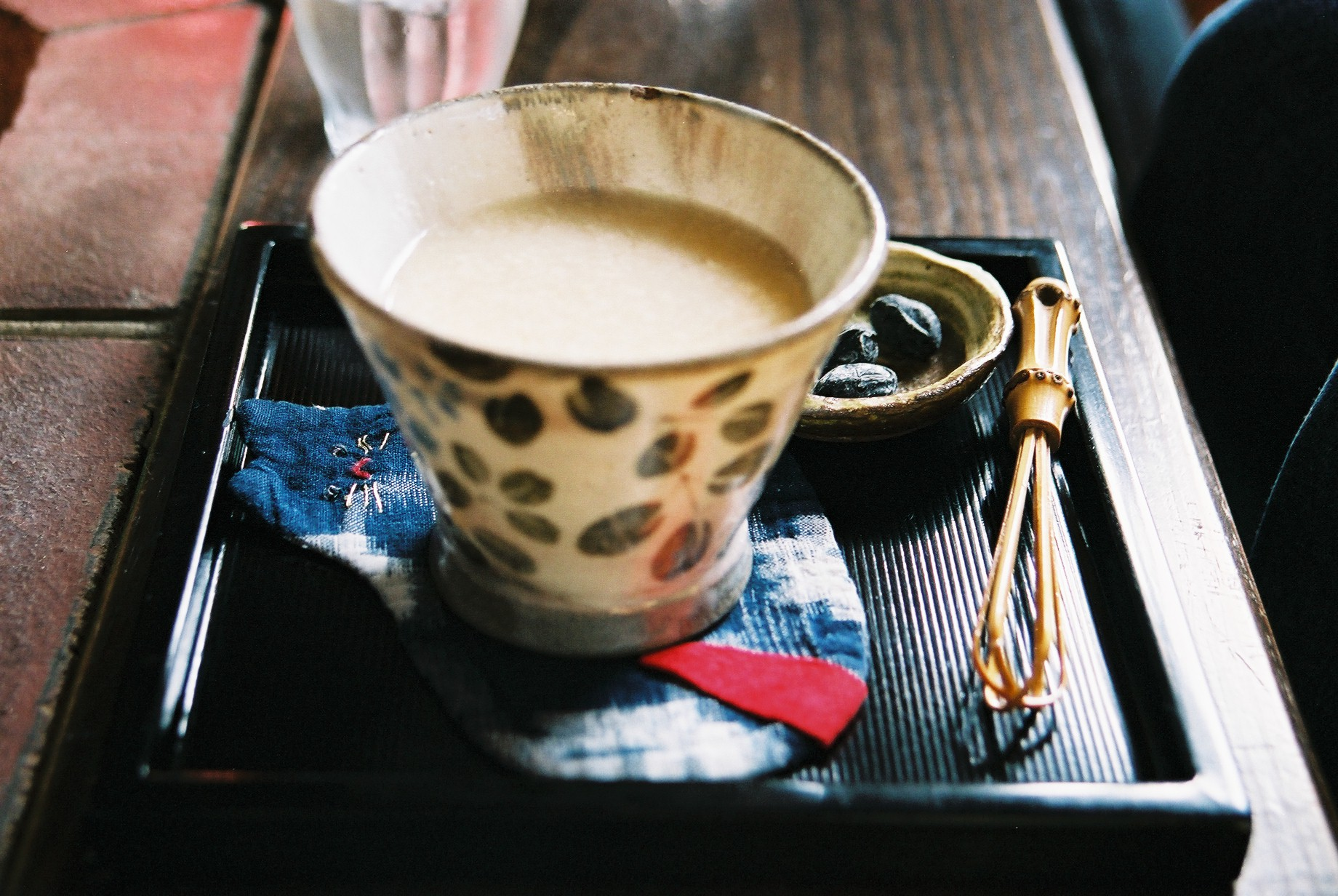
Una tazza di amazake (un tradizionale latte di riso giapponese)

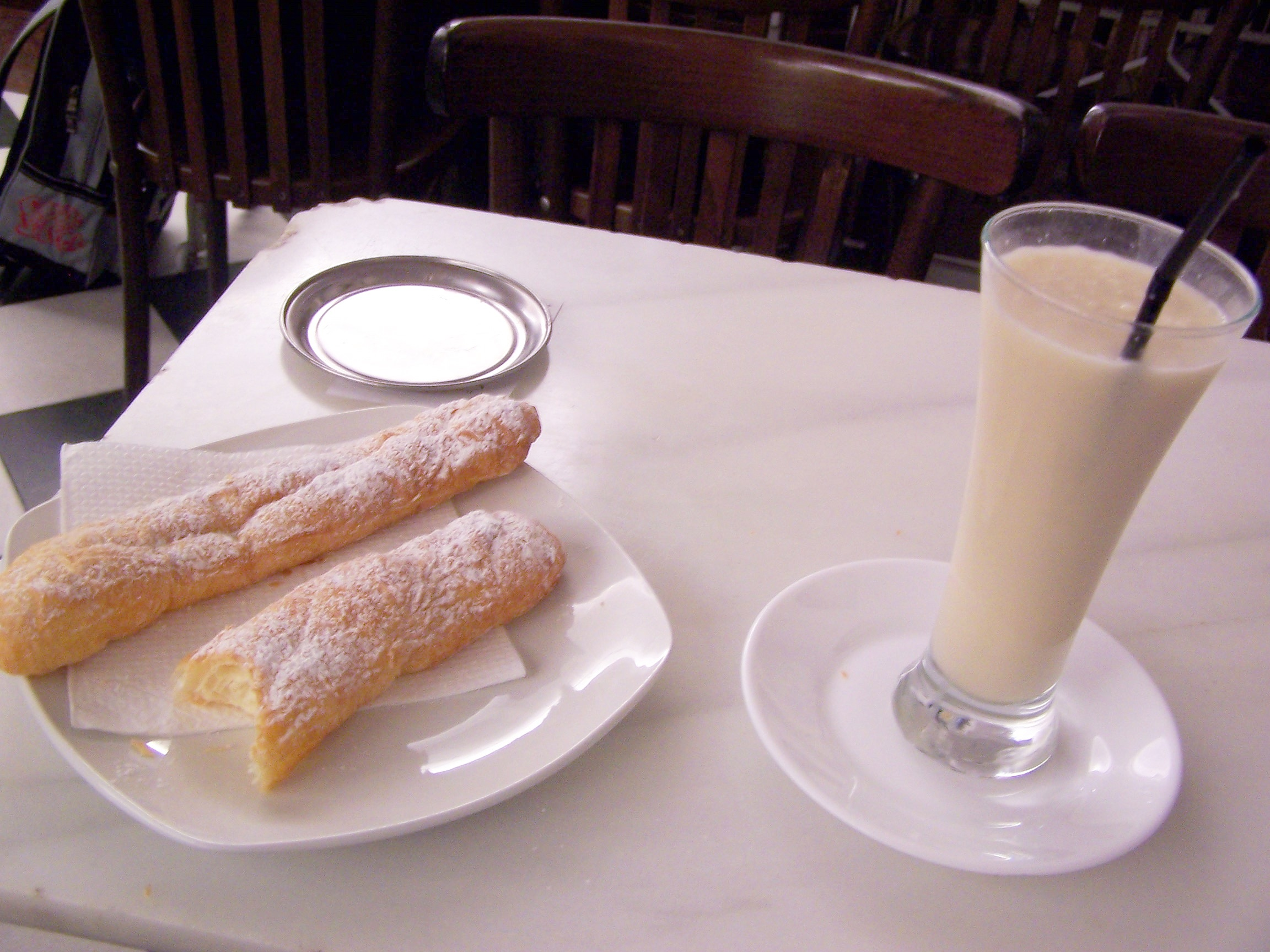
Un bicchiere di horchata de chufa servito in Spagna

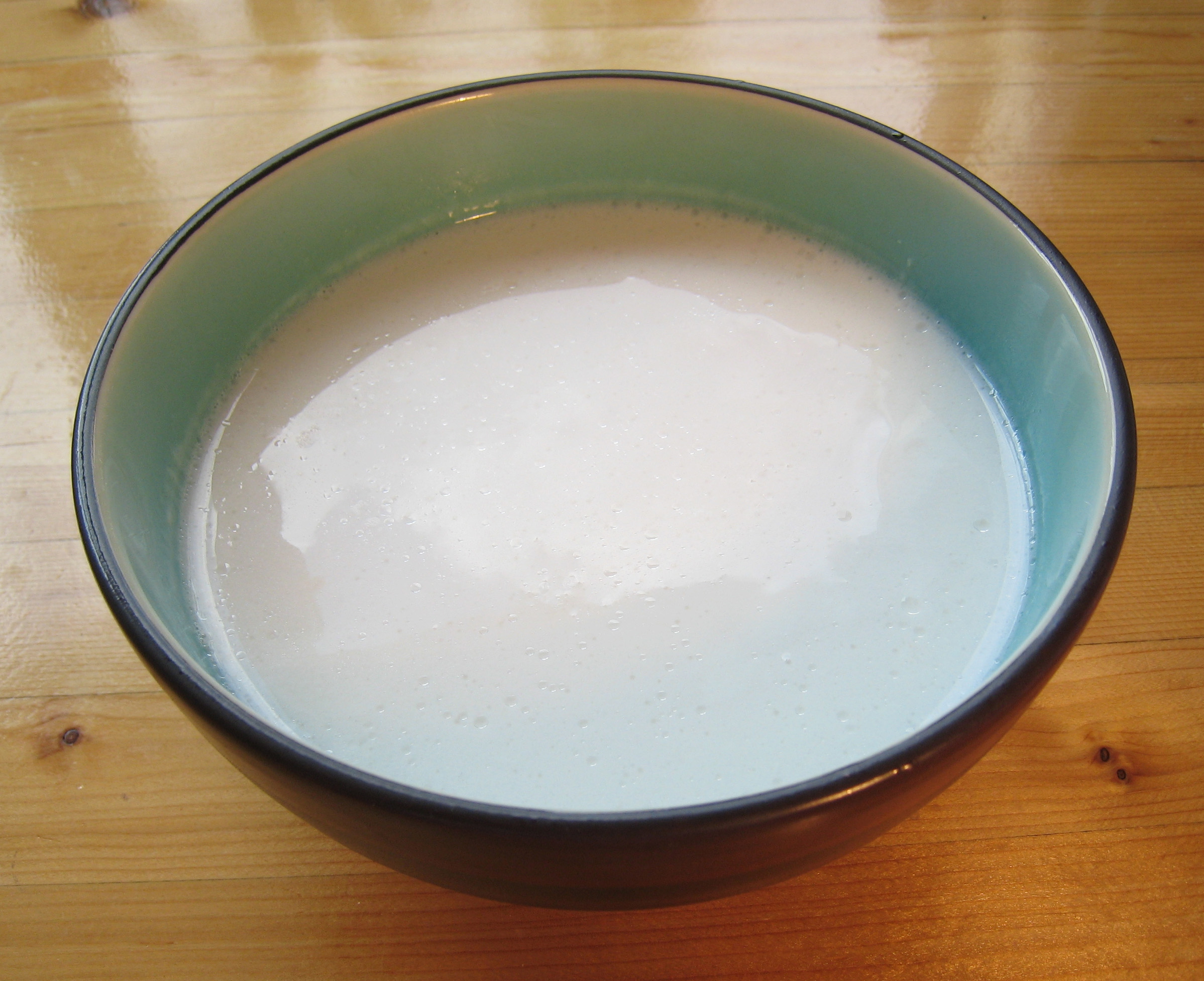
Latte di cocco in una ciotola

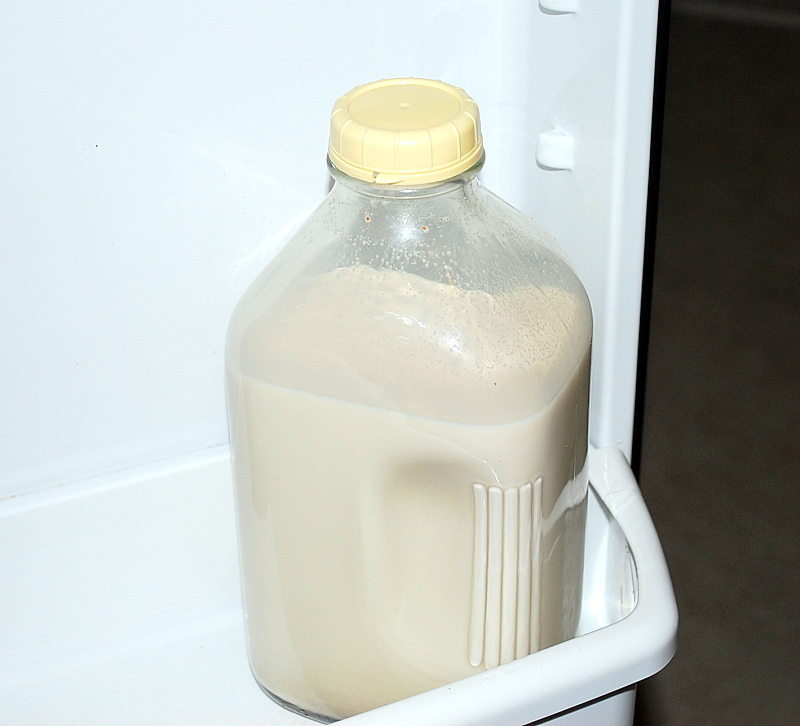
Una bottiglia di latte di mandorla fatto in casa

Latte vegetale è un termine generico per le bevande simili al latte che provengono da piante. Non c'è una definizione formale o legale per il latte vegetale. La varietà più popolare è il latte di soia.
Ci sono diversi motivi per consumare il latte vegetale, come l'intolleranza al lattosio e l'allergia al latte, o motivi religiosi/spirituali, o semplicemente preferenze di gusto, o veganismo (dieta che esclude qualsiasi alimento di origine animale) e ovo-vegetarismo (dieta che esclude carne, pesce, latte e latticini), e condizioni di salute come la fenilchetonuria (PKU) - un raro disordine genetico che richiede una dieta con bassa fenilalanina - che rende la digestione di proteine animali, specialmente della caseina trovata nei latticini, difficile o impossibile. Il latte di soia, di riso e di mandorle sono i tipi di latte più comuni di origine non animale. Ci sono anche il latte di cocco, di nocciola, d'avena, d'orzo, di miglio, di sorgo e di lupini.

## Aspetti legali
Secondo la legge dell'Unione Europea, il termine “latte” non può essere utilizzato per la commercializzazione dei derivati vegetali, essendo la denominazione legale “latte” riservata esclusivamente alla commercializzazione del prodotto della secrezione mammaria, ottenuto mediante una o più mungiture, senza aggiunta o sottrazione.
Il riferimento è il regolamento europeo (UE) n. 1308 del 20 dicembre 2013, relativo alla protezione della denominazione latte e dei prodotti lattiero-caseari all'atto della loro commercializzazione.

## Latte di cereali
- Latte di avena
- Latte di grano
- Latte di orzo
- Latte di riso

## Latte di legumi
- Latte di lupini
- Latte di piselli
- Latte di arachidi
- Latte di soia

## Latte di noci
- Latte di mandorla
- Latte di anacardio
- Latte di cocco
- Latte di nocciola

## Latte di semi
- Latte di canapa
- Latte di quinoa
- Latte di semi di sesamo
- Latte di semi di girasole